# Microrégion de Mazagão

Localisation de la microrégion de Mazagão

La microrégion de Mazagão est une des quatre microrégions de l'État de l'Amapá et appartient à la mésorégion du Sud de l'Amapá. Elle est divisée en trois municipalités.

## Municipalités[1]
- Laranjal do Jari
- Mazagão
- Vitória do Jari

## Microrégions limitrophes
- Macapá
- Oiapoque
- Microrégion d'Almeirim (Pará)
- Microrégion de Furos de Breves (Pará)
- Microrégion de Portel (Pará)